# الرابطة البرلمانية 1964–65
الرابطة البرلمانية 1964–65 (بالإنجليزية: 1964–65 Isthmian League)‏ هو موسم من دوري إسثميان. فاز فيه Hendon F.C. ‏.